# نمط بري
في علم الوراثة، النمط البري أو النمط الوحشي هو مصطلح يُستخدم للإشارة إلى النمط الظاهري السائد لصفة معينة كما تظهر في الطبيعة، وهو النمط الظاهري الموجود في غالبية السكان الطبيعيين. هذه هي السمة أو الخاصية التي لوحظت في أكثر من 50٪ من السكان. على النقيض من ذلك، النمط المتحور (الطفري) موجود بشكل طبيعي في جزء صغير فقط من السكان. استُخدم هذا المصطلح في الأصل لوصف الجين عندما يُعثر عليه في شكله الطبيعي غير المتحور، ليساعد على تمييزه عن أشكال متحورة (طفرية) من جينات معينة في بعض أنواع السرطان. وهذا يساعد في معرفة ما إذا كان ورم المريض يحتوي على جين بري أو متحور في التخطيط لعلاج السرطان. من الواضح الآن أن هناك تباينًا أليليًا كبيرًا لمعظم الجينات، وبالتالي يُستخدم مصطلح "النمط البري" للإشارة إلى النمط الظاهري الأكثر شيوعًا أو السائد المرتبط بهذا الجين.
يمكن أن تتنوع الأليلات "المتحولة" إلى حد كبير، بل وقد تتحول إلى النوع البري إذا حدث تحول وراثي داخل السكان. وقد أدى التقدم المستمر في تقنيات رسم الخرائط الجينية إلى خلق فهم أفضل لكيفية حدوث الطفرات وتفاعلها مع الجينات الأخرى لتغيير النمط الظاهري. ومن المدرك الآن أن معظم أو كل المواضع الجينية توجد في مجموعة متنوعة من الأشكال الأليلية، والتي تختلف في التردد عبر النطاق الجغرافي للأنواع، وأن النوع البري الموحد غير موجود. ومع ذلك، بشكل عام، فإن الأليل الأكثر انتشارًا - أي الأليل الذي يتمتع بأعلى تردد جيني - هو الأليل الذي يُعتبر من النمط البري.
إن مفهوم النمط البري مفيد في بعض الكائنات الحية التجريبية مثل دروسوفيلا ميلانوجاستر، حيث من المعروف أن النمط الظاهري القياسي للسمات مثل لون العين أو شكل الجناح يتغير بسبب طفرات معينة تنتج أنماطًا ظاهرية مميزة، مثل "العيون البيضاء" أو "الأجنحة الضئيلة". يشار إلى أليلات النمط البري بعلامة "+" في الأعلى، على سبيل المثال w+ و vg+ للعيون الحمراء والأجنحة كاملة الحجم، على التوالي. أدى التلاعب بالجينات وراء هذه السمات إلى الفهم الحالي لكيفية تشكل الكائنات الحية وكيف تتحور السمات داخل مجموعة سكانية. البحوث التي تنطوي على التلاعب بأليلات النمط البري لها تطبيق في العديد من المجالات، بما في ذلك مكافحة الأمراض وإنتاج الغذاء التجاري.
هناك العديد من الأمثلة على أليلات النمط البري. قد تشمل هذه الأليلات: اللون وطول الشعر والحجم وموضع البذور وموقع الأنف والمزيد، والتي لوحظت في غالبية السكان. أليل النمط البري هو الأليل الأكثر شيوعًا في السكان البرية والطبيعية. يمكن أن يكون هذا الأليل لأي سمة: اللون والريش والطول وما إلى ذلك.

## التطبيقات الطبية
التسلسل الجيني للأنماط الظاهرية من النمط البري مقابل "الطفرية" وكيفية تفاعل هذه الجينات في التعبير هو موضوع الكثير من الأبحاث. ومن المأمول أن يؤدي فهم أفضل لهذه العمليات إلى إيجاد طرق للوقاية من الأمراض وعلاجها والتي لا يمكن علاجها حاليًا مثل الإصابة بفيروس الهربس. ومن الأمثلة على مثل هذه الأبحاث الواعدة في هذه المجالات الدراسة التي أجريت لفحص العلاقة بين طفرات النمط البري وأنواع معينة من سرطان الرئة. كما يتم إجراء أبحاث تتعامل مع التلاعب ببعض سمات النمط البري في الفيروسات لتطوير لقاحات جديدة. قد يؤدي هذا البحث إلى طرق جديدة لمكافحة الفيروسات القاتلة مثل فيروس الإيبولا وفيروس نقص المناعة البشرية. كما يتم إجراء أبحاث باستخدام طفرات النمط البري لتحديد كيفية انتقال الفيروسات بين الأنواع لتحديد الفيروسات الضارة التي لديها القدرة على إصابة البشر.

### أمثلة
إن إنزيم ميثيل ترانسفيراز الثيوبورين (TPMT) هو نظير إنزيمي مهم يشارك في عملية التمثيل الغذائي لنظائر البيورين المستخدمة سريريًا لعلاج الأمراض الالتهابية والسرطان. ومن المعروف أنه يوجد في شكلين، مُستقلب طبيعي أو نمط بري وهو من النمط السائد المندلي ومُستقلب ضعيف وهو من النمط المتنحي المندلي. وقد يكون لهذا عواقب وخيمة؛ فالمرضى الذين عولجوا بـ 6-مركابتوبورين والذين لديهم النمط الظاهري للنمط البري (المستقلب الطبيعي) لديهم فعالية ومعدلات رد فعل سلبية متوقعة، في حين أن أولئك المتماثلين للجينين من النمط الظاهري للمستقلب الضعيف لديهم معدلات رد فعل سلبي متزايدة بشكل ملحوظ، ولا سيما سمية نخاع العظم.

## التطبيقات التجارية
الاصطفاء الاصطناعي لتعزيز السمات الأكثر فائدة هي البنية التي تقوم عليها الزراعة، وقد أدى هذا إلى تسريع عملية التطور لجعل النباتات والحيوانات المحصولية أكبر وأكثر مقاومة للأمراض. لقد ذهب التلاعب الجيني إلى أبعد من ذلك. إن التغيير الجيني للنباتات لا يؤدي فقط إلى زيادة إنتاج المحاصيل، بل وأيضًا إلى المزيد من المنتجات المغذية، مما يسمح للسكان المعزولين بتلقي الفيتامينات والمعادن الحيوية التي لن تكون متاحة لهم بخلاف ذلك. كما أدى استخدام هذه طفرات النمط البري إلى ظهور نباتات قادرة على النمو في بيئات قاحلة للغاية، مما يجعل المزيد من الكوكب صالحًا للسكن أكثر من أي وقت مضى. ومع فهم المزيد عن هذه الجينات، ستستمر الزراعة في أن تصبح عملية أكثر كفاءة، والتي سيتم الاعتماد عليها لدعم السكان المتزايدين باستمرار. يسمح تضخيم الجينات المفيدة بأفضل السمات في السكان بالتواجد بنسب أعلى بكثير من المعتاد، على الرغم من أن هذه الممارسة كانت موضوعًا لبعض المناقشات الأخلاقية. كانت هذه التغييرات أيضًا السبب وراء عدم القدرة على التعرف على بعض النباتات والحيوانات تقريبًا عند مقارنتها بخطوط أسلافها.[بحاجة لمصدر]

## معرض الصورة

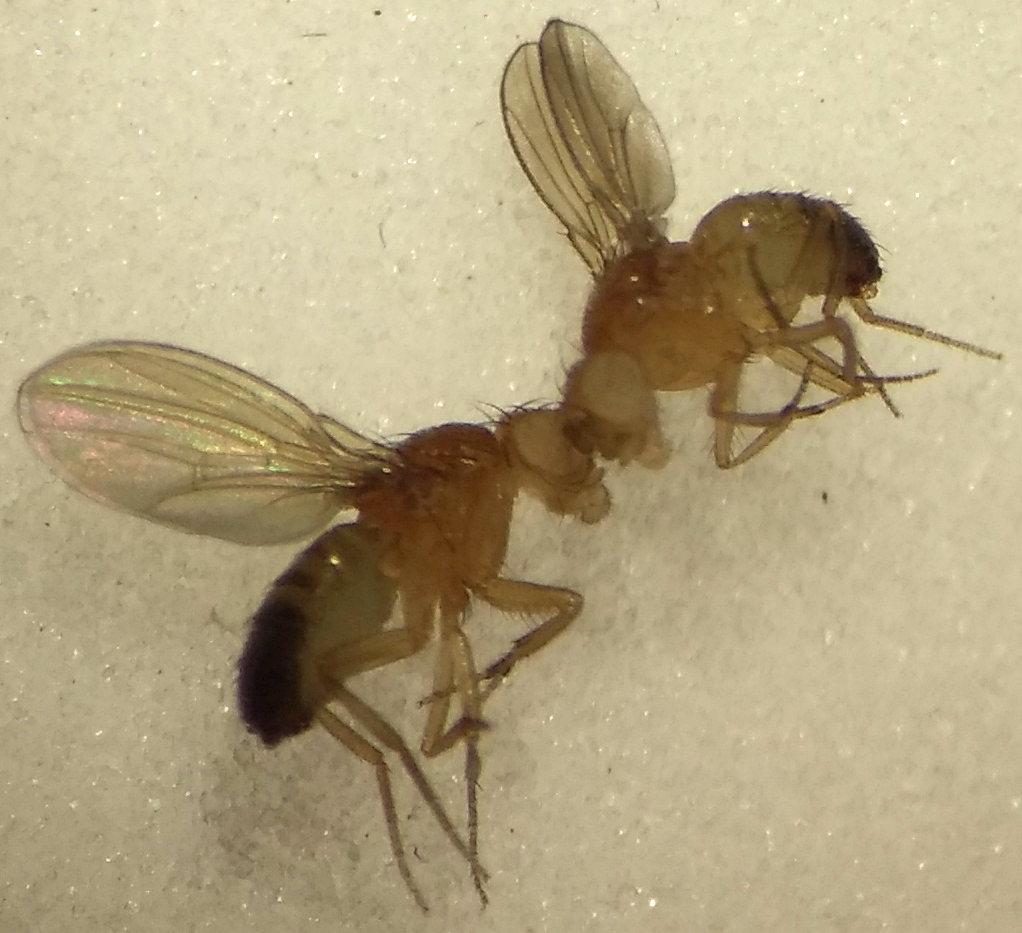
الجناح من النمط البري (يسار) مقابل الجناح المصغر (يمين).

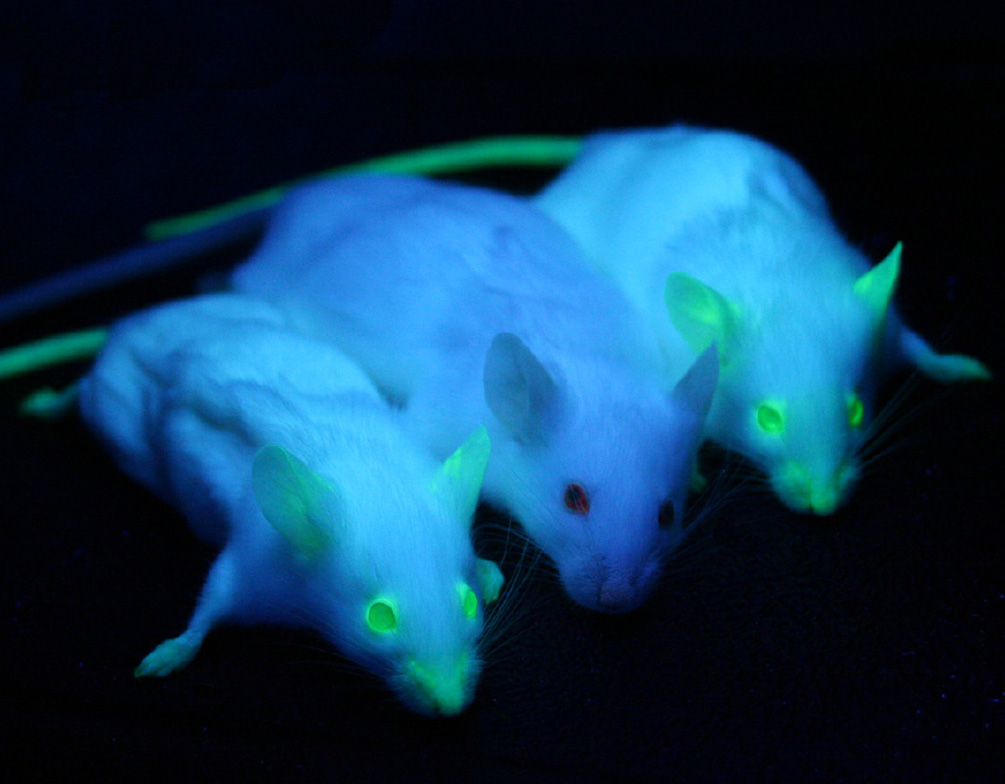
فئران متحورة وراثيًا تعبر عن بروتين فلوري أخضر يتوهج باللون الأخضر تحت الضوء الأزرق. الفأر المركزي من النمط البري.

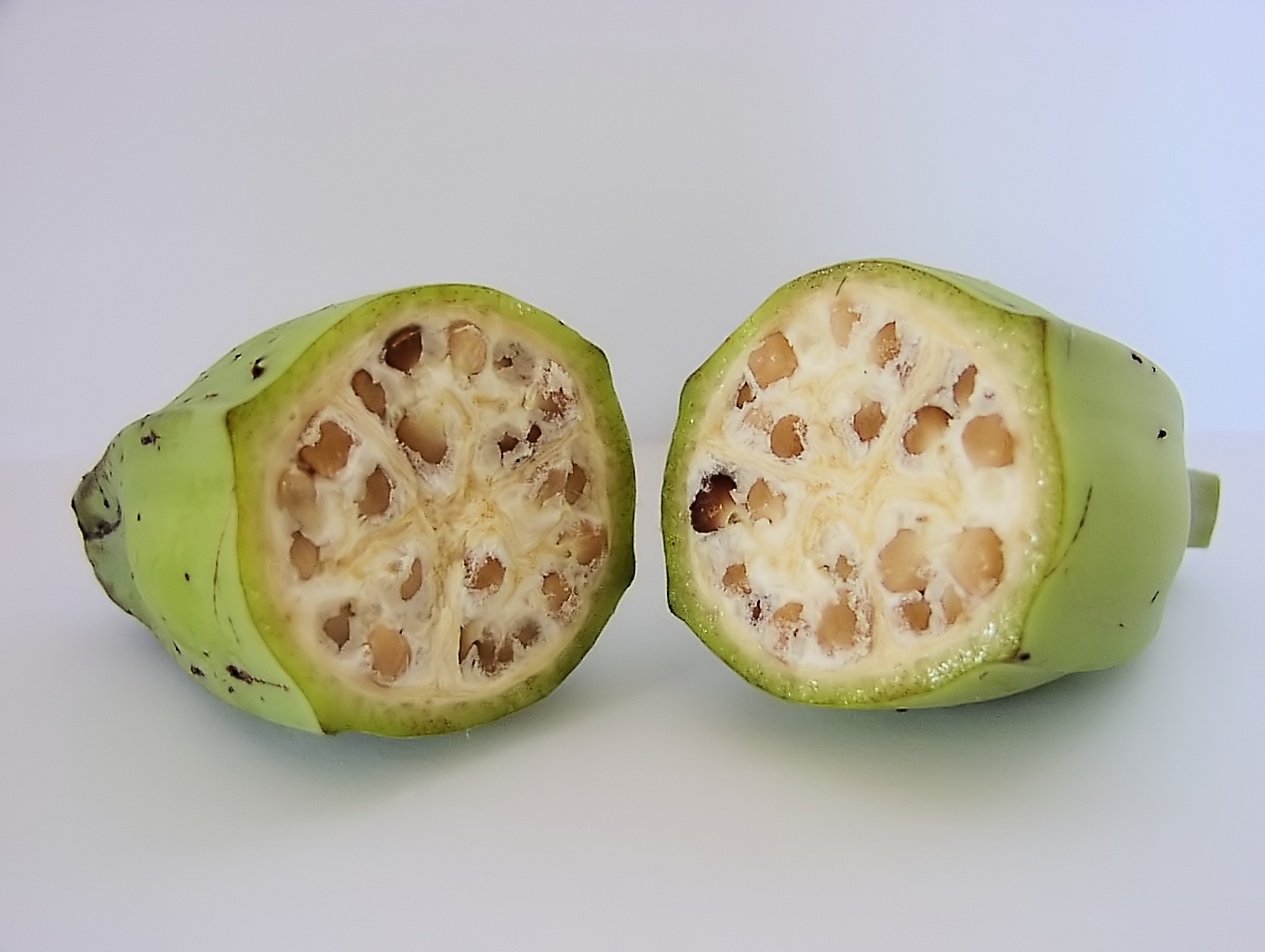
على عكس الموز المستخدم في الطهي، يحتوي الموز ذو النمط البري على العديد من البذور الكبيرة والصلبة.